# Lobos de Tierra
Lobos de Tierra – peruwiańska bezludna wyspa położona na Pacyfiku 19 km od lądu, w pobliżu półwyspu Illescas. Jej powierzchnia wynosi 16 km², długość ok. 10 km, a szerokość ok. 3 km. Administracyjnie należy do regionu Lambayeque.

## Przyroda

### Zasoby naturalne
W 1863 odkryto ogromne ilości guano, cennego wówczas nawozu naturalnego. Szybka eksploatacja doprowadziła w krótkim czasie do prawie całkowitego zaniku pokładów guano.

### Fauna
Wyspa jest domem dla wielu ptaków morskich, takich jak mewa południowa, głuptak niebieskonogi, głuptak galapagoski czy kormoran peruwiański. Wyspę zamieszkują również drapieżne uchatki. U wybrzeży wyspy można dostrzec przepływające płetwale błękitne.